# Cmentarz Sióstr Urszulanek w Pniewach
Cmentarz Sióstr Urszulanek - nekropolia zlokalizowana w Pniewach przy drodze wylotowej z miasta w kierunku Łężeczek (ul. Wiśniowa).

## Charakterystyka
Cmentarz związany jest z pniewskim domem macierzystym Sióstr Urszulanek (tzw. szarych) i tamtejszym sanktuarium Urszuli Ledóchowskiej. Na cmentarzu pochowanych jest ponad 150 zakonnic, w grobach z jednolitymi, drewnianymi krzyżami. Pochowano tu m.in. siostry pamiętające Urszulę Ledóchowską. Na każdej z tabliczek widnieje imię Siostra Maria... (od imienia Matki Boskiej), potem imię zakonne i własne.
Oprócz sióstr na cmentarzu pochowano m.in. prof. Władysława Czarneckiego - architekta, autora wielu poznańskich realizacji. Spoczywają tu także:
- ks. infułat Wawrzyniec A. Wnuk (6.8.1908-6.8.2006), protonotariusz apostolski, kanonik Kapituły Prymasowskiej w Gnieźnie,
- ks. Jakub Pęksa (24.3.1869-8.5.1935), długoletni kapelan Sióstr Urszulanek,
- ks. Alfons Chmielowiec (4.10.1900-24.12.1979), długoletni kapelan Sióstr Urszulanek i wychowawca młodzieży.